# Arcidiocesi di Louisville

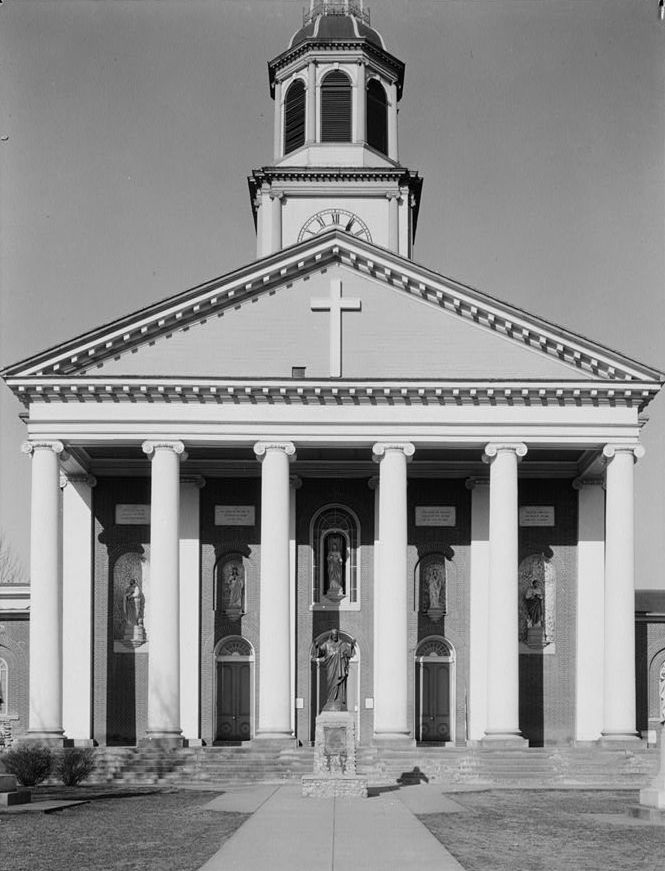
Basilica e protocattedrale di San Giuseppe (St. Joseph).

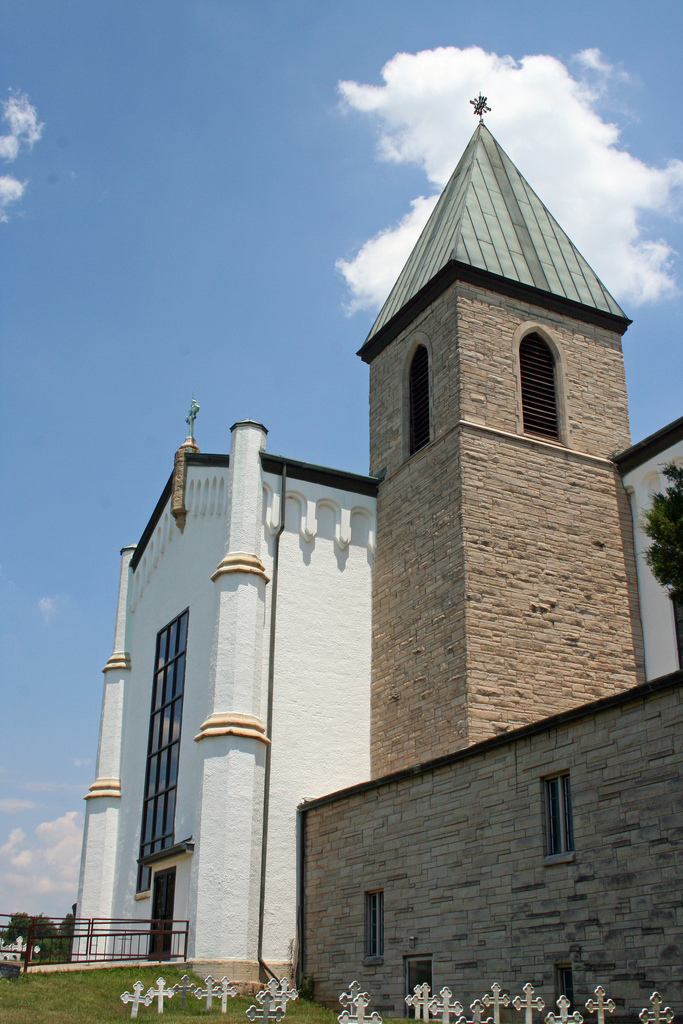
La chiesa e basilica minore di Nostra Signora del Getsemani.

L'arcidiocesi di Louisville (in latino Archidioecesis Ludovicopolitana) è una sede metropolitana della Chiesa cattolica negli Stati Uniti d'America. Nel 2023 contava 164.784 battezzati su 1.319.621 abitanti. È retta dall'arcivescovo Shelton Joseph Fabre.

## Territorio
L'arcidiocesi comprende le seguenti contee nella parte centrale del Kentucky, negli Stati Uniti d'America: Adair, Barren, Bullitt, Casey, Clinton, Cumberland, Green, Hardin, Hart, Henry, Jefferson, LaRue, Marion, Meade, Metcalfe, Monroe, Nelson, Oldham, Russell, Shelby, Spencer, Taylor, Trimble, Washington.
Sede arcivescovile è la città di Louisville, dove si trova la cattedrale dell'Assunzione (Cathedral of the Assumption). A Bardstown sorge la primitiva cattedrale dedicata a San Giuseppe. Nel territorio dell'arcidiocesi è situata anche l'abbazia di Nostra Signora del Getsemani, la cui chiesa ha il titolo di basilica minore.
Il territorio si estende su 21.041 km² ed è suddiviso in 110 parrocchie, raggruppate in 3 decanati: Elizabethtown, Lebanon e Bardstown.

### Provincia ecclesiastica
La provincia ecclesiastica di Louisville, istituita nel 1937, si estende per intero sugli stati del Kentucky e del Tennessee, e comprende le seguenti suffraganee:
- diocesi di Covington,
- diocesi di Knoxville,
- diocesi di Lexington,
- diocesi di Memphis,
- diocesi di Nashville,
- diocesi di Owensboro.

## Storia
La diocesi di Bardstown fu eretta l'8 aprile 1808 con il breve Ex debito di papa Pio VII, ricavandone il territorio dalla diocesi di Baltimora, che fu contestualmente elevata ad arcidiocesi metropolitana.
Il 19 giugno 1821 e il 6 maggio 1834 cedette porzioni del suo territorio a vantaggio dell'erezione rispettivamente delle diocesi di Cincinnati (oggi arcidiocesi) e di Vincennes (oggi arcidiocesi di Indianapolis).
Il 18 giugno 1834 con la bolla Benedictus Deus papa Gregorio XVI confermò il territorio di giurisdizione dei vescovi di Bardstown, che comprendeva il Kentucky e il Tennessee.
Il 28 luglio 1837 cedette un'ulteriore porzione del suo territorio a vantaggio dell'erezione della diocesi di Nashville.
Il 13 febbraio 1841 la sede vescovile fu traslata da Bardstown a Louisville e la diocesi assunse il nome di diocesi di Louisville.
Il 19 luglio 1850 entrò a far parte della provincia ecclesiastica dell'arcidiocesi di Cincinnati.
Il 29 luglio 1853 e il 9 dicembre 1937 cedette altre porzioni del suo territorio a vantaggio dell'erezione rispettivamente delle diocesi di Covington e di Owensboro.
Il 10 dicembre 1937 è stata elevata al rango di arcidiocesi metropolitana con la bolla Quo christifidelium di papa Pio XI.
Il 14 gennaio 1988 ha ceduto un'ulteriore porzione del suo territorio a vantaggio dell'erezione della diocesi di Lexington.
L'arcidiocesi è stata coinvolta nello scandalo degli abusi sessuali da parte di 35 sacerdoti e altri sei dipendenti diocesani su 243 vittime. Nel 2003 l'arcidiocesi è stata ritenuta responsabile verso le vittime e condannata a pagare 25,7 milioni di dollari.

## Cronotassi dei vescovi
Si omettono i periodi di sede vacante non superiori ai 2 anni o non storicamente accertati.
- Benoît-Joseph Flaget, P.S.S. † (8 aprile 1808 - 7 maggio 1832 dimesso)
- Jean-Baptiste-Marie David, P.S.S. † (25 agosto 1832 succeduto - 17 marzo 1833 dimesso[3])
- Benoît-Joseph Flaget, P.S.S. † (17 marzo 1833 - 12 febbraio 1850 deceduto) (per la seconda volta)
- Martin John Spalding † (11 febbraio 1850 succeduto - 6 maggio 1864 nominato arcivescovo di Baltimora)
- Peter Joseph Lavialle † (7 luglio 1865 - 11 maggio 1867 deceduto)
- William George McCloskey † (3 marzo 1868 - 17 settembre 1909 deceduto)
- Denis O'Donaghue † (7 febbraio 1910 - 26 luglio 1924 dimesso[4])
- John Alexander Floersh † (26 luglio 1924 succeduto - 1º marzo 1967 dimesso[5])
- Thomas Joseph McDonough † (1º marzo 1967 - 29 settembre 1981 dimesso)
- Thomas Cajetan Kelly, O.P. † (28 dicembre 1981 - 12 giugno 2007 ritirato)
- Joseph Edward Kurtz (12 giugno 2007 - 8 febbraio 2022 ritirato)
- Shelton Joseph Fabre, dall'8 febbraio 2022

## Statistiche
L'arcidiocesi nel 2023 su una popolazione di 1.319.621 persone contava 164.784 battezzati, corrispondenti al 12,5% del totale.
| anno | popolazione | popolazione | popolazione | presbiteri | presbiteri | presbiteri | presbiteri                | diaconi | religiosi | religiosi | parrocchie |
| anno | battezzati  | totale      | %           | numero     | secolari   | regolari   | battezzati per presbitero | diaconi | uomini    | donne     | parrocchie |
| ---- | ----------- | ----------- | ----------- | ---------- | ---------- | ---------- | ------------------------- | ------- | --------- | --------- | ---------- |
| 1950 | 132.050     | 905.078     | 14,6        | 301        | 168        | 133        | 438                       |         | 246       | 420       | 110        |
| 1965 | 196.271     | 1.097.104   | 17,9        | 466        | 280        | 186        | 421                       |         | 377       | 1.526     | 137        |
| 1970 | 196.537     | 1.097.104   | 17,9        | 418        | 259        | 159        | 470                       |         | 303       | 1.482     | 123        |
| 1976 | 196.505     | 1.223.700   | 16,1        | 368        | 255        | 113        | 533                       |         | 261       | 1.542     | 124        |
| 1980 | 210.154     | 1.320.000   | 15,9        | 358        | 248        | 110        | 587                       | 44      | 232       | 1.462     | 126        |
| 1990 | 196.734     | 1.156.000   | 17,0        | 279        | 206        | 73         | 705                       | 82      | 167       | 1.281     | 126        |
| 1999 | 178.420     | 1.139.022   | 15,7        | 244        | 185        | 59         | 731                       | 96      | 83        | 1.026     | 113        |
| 2000 | 196.929     | 1.206.280   | 16,3        | 240        | 176        | 64         | 820                       | 107     | 152       | 953       | 112        |
| 2001 | 196.910     | 1.215.069   | 16,2        | 238        | 172        | 66         | 827                       | 108     | 150       | 987       | 112        |
| 2002 | 197.283     | 1.220.070   | 16,2        | 235        | 170        | 65         | 839                       | 106     | 146       | 941       | 111        |
| 2003 | 197.285     | 1.220.070   | 16,2        | 230        | 171        | 59         | 857                       | 111     | 138       | 944       | 111        |
| 2004 | 196.888     | 1.119.465   | 17,6        | 217        | 159        | 58         | 907                       | 110     | 137       | 870       | 111        |
| 2006 | 210.000     | 1.190.000   | 17,6        | 205        | 144        | 61         | 1.024                     | 104     | 133       | 796       | 112        |
| 2010 | 218.000     | 1.234.000   | 17,7        | 192        | 136        | 56         | 1.135                     | 119     | 117       | 697       | 102        |
| 2013 | 224.600     | 1.368.911   | 16,4        | 183        | 133        | 50         | 1.227                     | 140     | 106       | 580       | 102        |
| 2016 | 280.000     | 1.389.465   | 20,2        | 180        | 139        | 41         | 1.555                     | 130     | 87        | 494       | 111        |
| 2019 | 183.831     | 1.413.500   | 13,0        | 189        | 140        | 49         | 972                       | 142     | 93        | 501       | 101        |
| 2021 | 174.330     | 1.396.298   | 12,5        | 190        | 140        | 50         | 917                       | 141     | 85        | 744       | 101        |
| 2023 | 164.784     | 1.319.621   | 12,5        | 166        | 127        | 39         | 992                       | 131     | 61        | 363       | 110        |